# Зв'язність (диференціальна геометрія)
Зв'язність — структура на гладкому розшаруванні, яка полягає у виборі «горизонтального напрямку» в кожній точці простору розшарування.
Точніше: Нехай дано гладке розшарування {\displaystyle \pi :E\to B}, зв'язність є підрозшаруванням {\displaystyle R} дотичного розшарування {\displaystyle TE} над {\displaystyle E}, таке що для кожної точки {\displaystyle x\in E} проєкція
{\displaystyle d_{x}\pi (R_{x})=T_{\pi (x)}B}
тут {\displaystyle d_{x}\pi } позначає диференціал {\displaystyle \pi } в точці {\displaystyle x}.
Зв'язність дозволяє диференціювати перетини розшарування за напрямком.
Зв'язність дозволяє визначити паралельний перетин уздовж кривої в базі розшарування. Зокрема зв'язність дозволяє побудувати канонічну трівіалізацію розшарування над кривою (не має самоперетинів), однак побудувати для розшарування над многовидом канонічну трівіалізацію в деякому околі можливо тоді і тільки тоді, коли там дорівнює нулю тензор Рімана заданої зв'язності. На фізичному мовою в термінах простору-часу це говорить, що можна ввести локально Лоренцева систему відліку уздовж довільної несамопересекающейся кривої, але неможливо в околиці точки, якщо тензор кривизни цій околиці відмінний від нуля.
Назва зв'язність походить від того, що за допомогою неї зв'язуються дотичні простори в різних точках многовиду. Саме зв'язність організовує структуру дотичного розшарування. Простіше кажучи, зв'язність дозволяє переносити геометричні об'єкти з однієї точки многовиду в іншу і необхідна для порівняння об'єктів у різних точках многовиду.